# Туки Буки
Туки Буки («Touki Bouki», или «Путешествия гиены») — сенегальский драматический фильм 1973 года, снятый Джибрилом Диопом Мамбети . Он был показан на Каннском кинофестивале 1973 года и 8-м Московском международном кинофестивале .
Фильм был восстановлен в 2008 году в лаборатории Cineteca di Bologna / L’Immagine Ritrovata Всемирным фондом кино . Он был выбран 93-м величайшим фильмом всех времен по результатам опроса критиков Sight and Sound

## Сюжет
Мори, харизматичный пастух, который водит мотоцикл с черепом с бычьими рогами, и Анта, студентка, встречаются в Дакаре. Отчужденные и уставшие от жизни в Сенегале, они мечтают поехать в Париж и придумывают разные схемы, чтобы собрать деньги на поездку. В конце концов, Мори удается украсть деньги и много одежды из дома богатого гомосексуалиста, пока последний принимает душ. Анта и Мори наконец-то могут купить билеты на корабль во Францию. Но когда Анта всходит на борт в порту Дакара, Мори, балансирующий на сходнях позади неё, внезапно оказывается охвачен неспособностью бросить свои корни и, обезумев, убегает в поисках своего мотоцикла с бычьими рогами. Корабль уплывает с Антой, но без Мори, сидящего рядом со своей шляпой на земле и безутешно смотрящего на свой разбитый мотоцикл.

## Актеры
- Амината Фолл[фр.] в роли тети Оми
- Усейну Диоп, как Чарли
- Магайе Нианг, как Мори
- Мареме Нианг, как Анта

## Производство
На основании собственной истории и сценария, Джибрил Диоп-Мамбети снял «Туки Буки» с бюджетом в $ 30 000, часть из которых была получена от Сенегальского правительства. Несмотря на влияние французской Новой волны, «Туки Буки» демонстрирует собственный стиль. Его операторская и звуковая дорожки имеют неистовый ритм, несвойственный большинству африканских фильмов, зачастую известных намеренным замедлением линейно развивающегося повествования. Однако утверждалось, что переходы и резкие пространственные сдвиги в фильме вдохновлены африканскими устными традициями. Слово «Буки» в названии относится к популярному народному герою, известному тем, что он причиняет вред и обманом добивается того, чего хочет. С помощью скачкообразных нарезок, сталкивающихся монтажных склеек, диссонирующего звукового сопровождения и сопоставления премодернистских, пасторальных и современных звуков и визуальных элементов, «Туки Буки» передаёт и борется с гибридизацией Сенегала.
Западноафриканское кино, созданное одновременно с «Туки Буки», в основном финансировалось и распространялось Бюро кинематографии Министерства сотрудничества Франции, которое следило за тем, чтобы сценарии соответствовали кинематографическим стандартам, приемлемым для французского правительства. «Туки Буки» напротив, был снят без какой-либо финансовой помощи Франции, что дало Мамбети относительную самостоятельность в производстве фильма. Готовность Мамбети к принятию методов французской Новой волны была в некоторой степени мотивирована скудными финансовыми ресурсами, обстоятельствами, аналогичными обстоятельствам создателей фильмов ранней французской Новой волны. Повествовательные и кинематографические приемы, связанные с западным жанром (известным бесчеловечным изображением коренных американцев и меньшинств), также подрывно использовались Мамбети при создании фильма.
Во время производства «Туки Буки» Мамбети был арестован за участие в антирасистских протестах в Риме и освобожден от ответственности адвокатами итальянской коммунистической партии после апелляций таких друзей, как Бернардо Бертолуччи и Софи Лорен. Опыт получения от Коммунистической партии Италии прошения о компенсации судебных издержек, потраченных на его защиту, послужил источником вдохновения для персонажа в его более позднем фильме «Гиен» .

## Награды
- Премия международной критики на Каннском кинофестивале 1973 года.
- Специальный приз жюри Московского кинофестиваля[4].
- Touki Bouki занимает # 52 в Empire журнала «The 100 лучших фильмов мирового кино»[12].

## Использованная литература
1. ↑  http://www.imdb.com/title/tt0070820/
2. 1 2  Biography of Djibril DIOP MAMBéTY. African Success (25 июня 2007). Дата обращения: 26 января 2011. Архивировано 25 октября 2010 года.
3. ↑  Festival de Cannes: Touki Bouki. festival-cannes.com. Дата обращения: 25 января 2011. Архивировано 18 октября 2012 года.
4. 1 2  8th Moscow International Film Festival (1973). MIFF. Дата обращения: 4 января 2013. Архивировано из оригинала 16 января 2013 года.
5. ↑  World Cinema Foundation » TOUKI BOUKI. World Cinema Foundation. Дата обращения: 25 января 2011. Архивировано 5 декабря 2010 года.
6. ↑  The 100 Greatest Films of All Time | Sight & Sound (англ.). British Film Institute. Дата обращения: 29 января 2021. Архивировано 12 марта 2020 года.
7. ↑  Russell, Sharon A. Guide to African cinema. — Westport, Conn.: Greenwood Press, 1998. — 183 с. — ISBN 9781429476331.
8. 1 2  Snell, Heather (4 мая 2014). Toward 'a giving and a receiving': teaching Djibril Diop Mambéty's Touki Bouki. Journal of African Cultural Studies. 26 (2): 127–139. doi:10.1080/13696815.2013.849194. ISSN 1369-6815.
9. 1 2  Wynchank, Anny (January 1998). Touki-Bouki: The New Wave on the cinematic shores of Africa. South African Theatre Journal (англ.). 12 (1–2): 53–72. doi:10.1080/10137548.1998.9687665. ISSN 1013-7548.
10. ↑  Mambu, Djia. Touki Bouki: The greatest African film ever? (англ.). www.bbc.com. Дата обращения: 29 января 2021. Архивировано 13 декабря 2020 года.
11. ↑  Bakupa-Kanyinda, Balufu (1998). Djibril Diop Mambety. Tribut cinématographique à Colobane. Présence Africaine. 158 (2): 173. doi:10.3917/presa.158.0173. ISSN 0032-7638.
12. ↑  The 100 Best Films Of World Cinema – 52. Touki Bouki. Empire. Дата обращения: 7 января 2022. Архивировано 7 ноября 2018 года.